# Трояновка (Зеньковский район)
Трояновка (укр. Троянівка) — село,
Борковский сельский совет,
Зеньковский район,
Полтавская область,
Украина.
Код КОАТУУ — 5321381002. Население по переписи 2001 года составляло 102 человека.

## Географическое положение
Село Трояновка находится на берегу реки Грунь-Ташань, недалеко от места слияния рек Грунь и Ташань,
ниже по течению на расстоянии в 2 км расположено село Борки.
К селу примыкает лесной массив (сосна).

## История
Покровская церковь известна с 1745 года
Есть на карте 1812 года
После 1945 года присоеденен Залуг

## Происхождение названия
На территории Украины 3 населённых пункта с названием Трояновка
.